# الملاسين

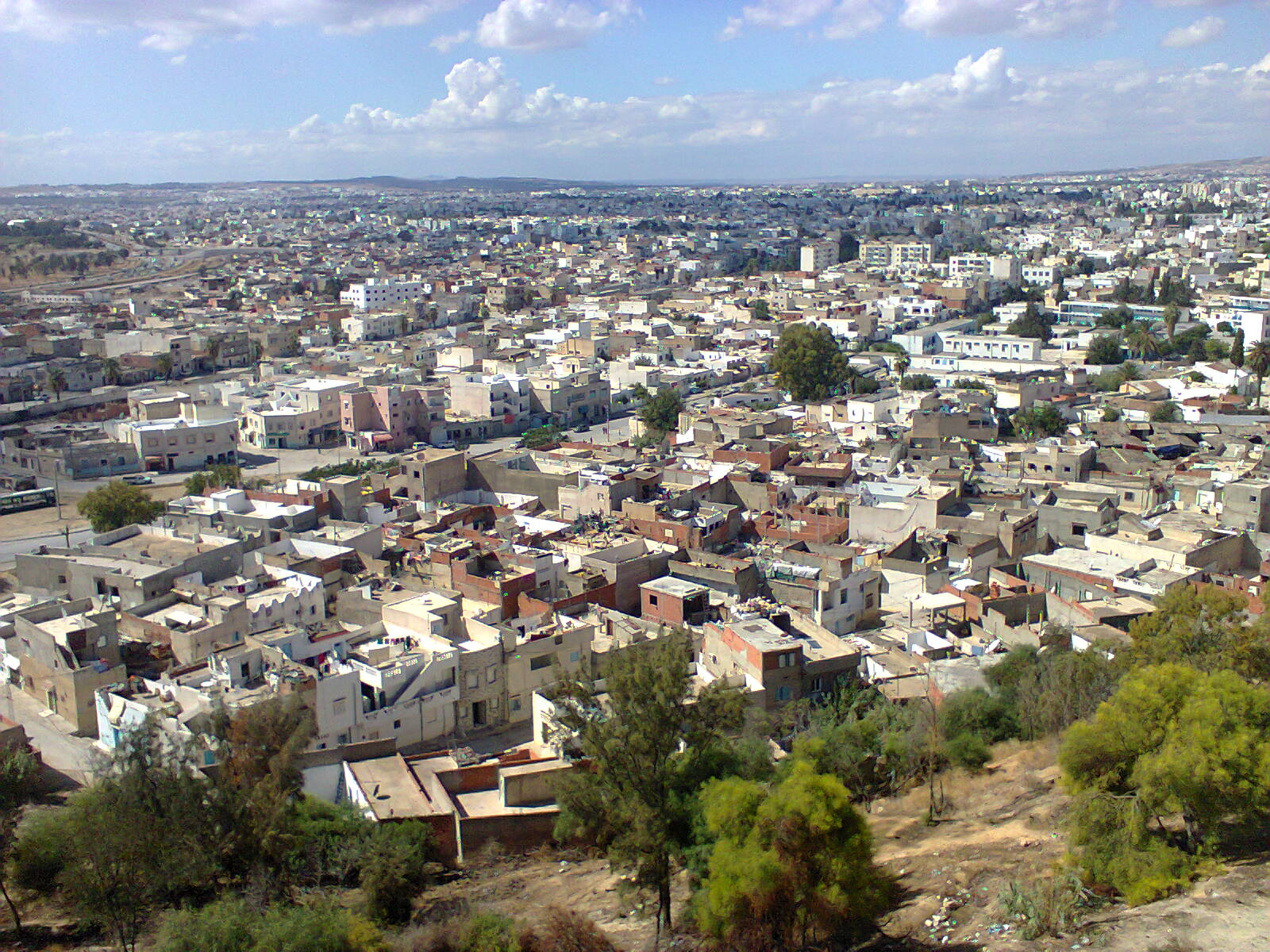

الملاسين هو حي شعبي يقع غربي تونس العاصمة، الملاسين حي شعبي بدأ بالظهور في عهد حكم الحسينيين، كانت تتوافد على العاصمة وتحديدا على مقر الباي بالقصبة المئات من الأشخاص الذين يعانون من مظالم جراء الجزية المشطة وافتكاك أراضيهم. وعند وصولهم إلى العاصمة كانوا ينتظرون لأسابيع كي يتمكنوا من تقديم شكاياتهم للمكلف بالنظر من قبل الباي. لكن فترة الانتظار كانت تجاوزت الأشهر وهم يبيتون في العراء لذلك بدأوا بإقامة بعض الأكواخ من الطين.

## أصل التسمية
وكلمة ملاّسين هي مشتقة من كلمة عامّية وهي «تمليس» يقصد بها صناعة الأواني الطينية التي كان صناعها يحضرون المواد الاساسية وهي الطين من جبل الرابطة أي جبل فليفلة وهو الاسم الصحيح أطلق عليه فيما بعد اسم «الملاسين». كما كان بالملاسين 2 نزل من الطراز الرفيع في ذلك العصر وهم وكالة الحنشي وفندق بن عمار وكانت هناك حياة كبيرة بتلك المنطقة وكانت معروفة بالفزقية وكان رواد الجهات الداخلية ينزلون بهذه الفنادق ومنها يتحركون باتجاه العاصمة لقضاء حوائجهم وتنزل دوابهم بالإسطبلات الخاصة بهذه الفنادق لترتاح سالم الشارني وتشتهر الملاسين بأنها واحدة من أكثر الأحياء الشعبية القديمة في تونس .

## الجريمة
من أهم المشاكل التي تواجهها الملاسين هي الجريمة حيث سجل بهذا الحي نسب عالية من تفشي الجريمة كما ينتشر بالملاسين العديد من العصبات وبما يسمى «بالباندية» أو الصعاليك وهم معروفون بأنهم يتقنون[مبهم] قتال الشوارع ويثيرون الرعب في قلوب السكان حتى الشرطة تخاف مواجهة هذه العصابات حيث يصعب عليها ذلك حيث تحمل هذه العصابات عديد الأسلحة البيضاء مثل السكاكين والعصي والسيوف، حتى انهم يستعملون المسدس في بعض الأحيان[بحاجة لمصدر].